# Puchar Pięciu Narodów 1948
Puchar Pięciu Narodów 1948 – dziewiętnasta edycja Pucharu Pięciu Narodów, corocznego turnieju w rugby union rozgrywanego pomiędzy pięcioma najlepszymi zespołami narodowymi półkuli północnej, która odbyła się pomiędzy 1 stycznia a 29 marca 1948 roku. Wliczając turnieje w poprzedniej formie, od czasów Home Nations Championship, była to pięćdziesiąta czwarta edycja tych zawodów. W turnieju zwyciężyła Irlandia, która pokonała wszystkich rywali i tym samym zdobyła Triple Crown oraz Wielkiego Szlema.
Zgodnie z ówczesnymi zasadami punktowania dropgol był warty cztery punkty, podwyższenie dwa, natomiast przyłożenie i pozostałe kopy trzy punkty.

## Mecze
| 1 stycznia 1948 | Francja                  | 6:13(0:10) | Irlandia                                    | Stade Olympique Yves-du-Manoir, Colombes Widzów: 25 000 Sędzia: Thomas Pearce |
| 1 stycznia 1948 | Basquet 3 (P) Soro 3 (P) | 6:13(0:10) | McCarthy 3 (P) Mullan 7 (P, 2pd) Reid 3 (P) | Stade Olympique Yves-du-Manoir, Colombes Widzów: 25 000 Sędzia: Thomas Pearce |

| 17 stycznia 1948 | Anglia       | 3:3(3:0) | Walia       | Twickenham Stadium, Londyn Widzów: 73 000 Sędzia: R. Beattie |
| 17 stycznia 1948 | Newman 3 (K) | 3:3(3:0) | Jones 3 (P) | Twickenham Stadium, Londyn Widzów: 73 000 Sędzia: R. Beattie |

| 24 stycznia 1948 | Szkocja                      | 9:8(3:8) | Francja                                    | Murrayfield Stadium, Edynburg Widzów: 45 000 Sędzia: Alan Bean |
| 24 stycznia 1948 | Jackson 3 (P) Murdoch 6 (2K) | 9:8(3:8) | Lacaussade 3 (P) Alvarez 2 (pd) Prat 3 (K) | Murrayfield Stadium, Edynburg Widzów: 45 000 Sędzia: Alan Bean |

| 7 lutego 1948 | Walia                                                       | 14:0 | Szkocja | Cardiff Arms Park, Cardiff Sędzia: Thomas Pearce |
| 7 lutego 1948 | Jones 3 (P) Matthews 3 (P) Williams 3 (P) Tamplin 5 (K, pd) | 14:0 |         | Cardiff Arms Park, Cardiff Sędzia: Thomas Pearce |

| 14 lutego 1948 | Anglia                    | 10:11(5:5) | Irlandia                                               | Twickenham Stadium, Londyn Sędzia: Trevor Jones |
| 14 lutego 1948 | Guest 6 (2P) Uren 4 (2pd) | 10:11(5:5) | Kyle 3 (P) James McKay 3 (P) McKee 3 (P) Mullan 2 (pd) | Twickenham Stadium, Londyn Sędzia: Trevor Jones |

| 21 lutego 1948 | Walia          | 3:11(0:5) | Francja                                                    | St. Helens Ground, Swansea Widzów: 38 000 Sędzia: Alan Bean |
| 21 lutego 1948 | Williams 3 (P) | 3:11(0:5) | Basquet 3 (P) Pomathios 3 (P) Terreau 3 (P) Alvarez 2 (pd) | St. Helens Ground, Swansea Widzów: 38 000 Sędzia: Alan Bean |

| 28 lutego 1948 | Irlandia                | 6:0 | Szkocja | Lansdowne Road, Dublin Sędzia: Cyril Gadney |
| 28 lutego 1948 | Kyle 3 (P) Mullan 3 (P) | 6:0 |         | Lansdowne Road, Dublin Sędzia: Cyril Gadney |

| 13 marca 1948 | Irlandia                | 6:3(3:3) | Walia          | Ravenhill Stadium, Belfast Widzów: 32 000 Sędzia: Malcolm Allan |
| 13 marca 1948 | Daly 3 (P) Mullan 3 (P) | 6:3(3:3) | Williams 3 (P) | Ravenhill Stadium, Belfast Widzów: 32 000 Sędzia: Malcolm Allan |

| 20 marca 1948 | Szkocja                    | 6:3(0:3) | Anglia     | Murrayfield Stadium, Edynburg Widzów: 70 000 Sędzia: Ham Lambert |
| 20 marca 1948 | Drummond 3 (P) Young 3 (P) | 6:3(0:3) | Uren 3 (P) | Murrayfield Stadium, Edynburg Widzów: 70 000 Sędzia: Ham Lambert |

| 29 marca 1948 | Francja                                                                | 15:0(3:0) | Anglia | Stade Olympique Yves-du-Manoir, Colombes Widzów: 38 000 Sędzia: Trevor Jones |
| 29 marca 1948 | Pomathios 3 (P) Prat 3 (P) Soro 3 (P) Alvarez 2 (pd) Bergougnan 4 (dg) | 15:0(3:0) |        | Stade Olympique Yves-du-Manoir, Colombes Widzów: 38 000 Sędzia: Trevor Jones |

## Inne nagrody
- Wielki Szlem –  Irlandia (po pokonaniu wszystkich rywali)
- Triple Crown –  Irlandia (po pokonaniu wszystkich rywali z Wysp Brytyjskich)
- Calcutta Cup –  Szkocja (po zwycięstwie nad Anglią)